# Bailiff Makes a Seizure
Bailiff Makes a Seizure è un cortometraggio muto del 1909 diretto da Theo Frenkel, un regista olandese che lavorò per qualche tempo alla Hepworth.

## Produzione
Il film fu prodotto dalla Hepworth.

## Distribuzione
Il film - un cortometraggio di 132 metri - uscì nelle sale cinematografiche britanniche distribuito dalla Hepworth. La Alfred L. Harstyn & Co. lo presentò negli Stati Uniti nell'aprile 1909.
Si conoscono pochi dati del film che, prodotto dalla Hepworth, fu distrutto nel 1924 dallo stesso produttore, Cecil M. Hepworth. Fallito, in gravissime difficoltà finanziarie, il produttore pensò in questo modo di poter almeno recuperare il nitrato d'argento della pellicola.